# Rock-Ola

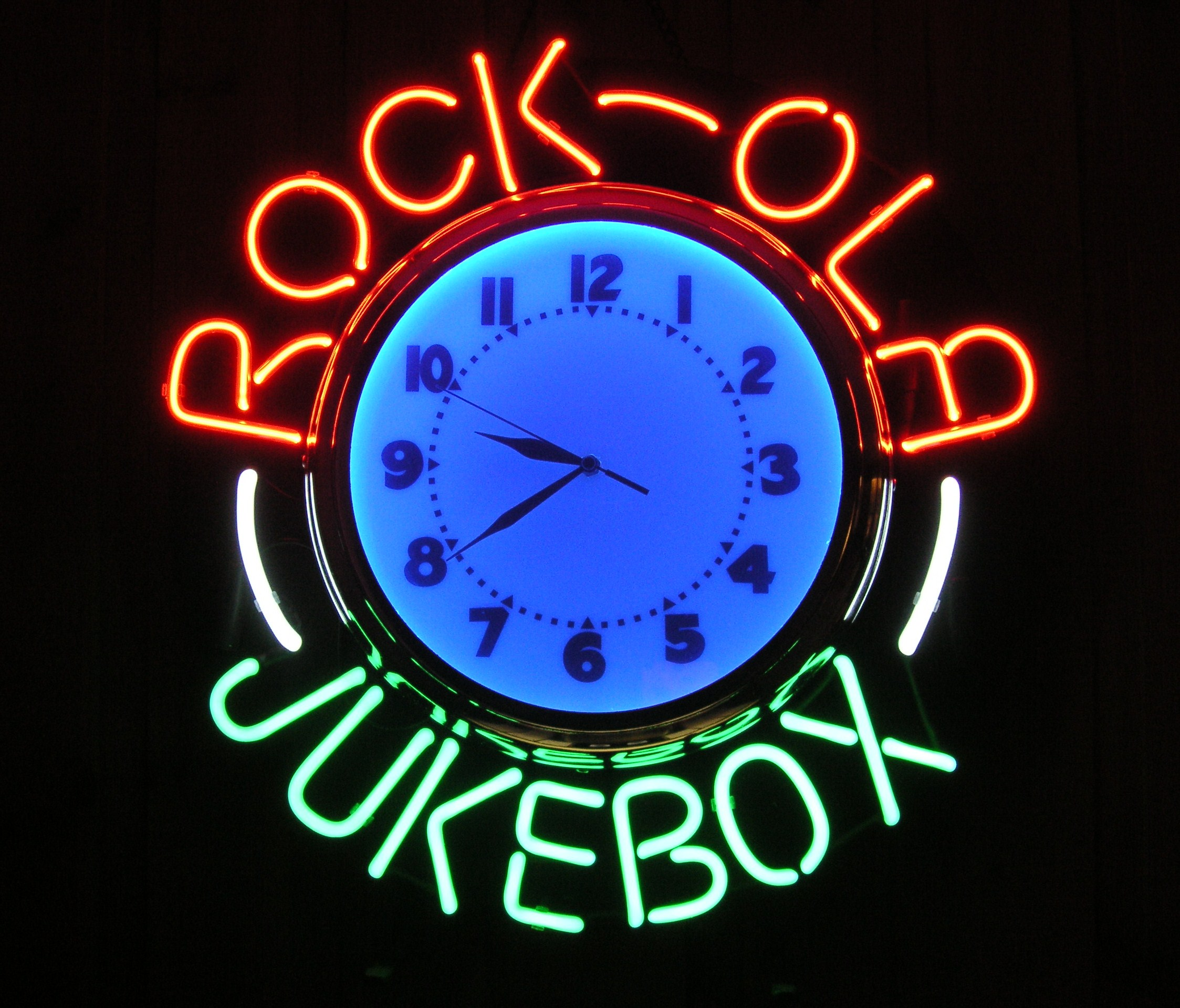
Neonskylt från 2000-talet.

Rock-Ola Manufacturing Corporation (kort Rock-Ola) grundades 1927 i Chicago, USA av David Cullen Rockola (1897-1993). 1935 blev Rock-Ola vid sidan om Wurlitzer (The Rudolph Wurlitzer Company, grundat av tysken Rudolph Wurlitzer) och Seeburg (Seeburg Corporation, grundat av svensken Justus Sjöberg) en av världens stora producenter av jukeboxar.

## Historik
David C. Rockola föddes 1897 i Kanada. Som ung pojke arbetade han som mekaniker i en butik där han reparerade myntstyrda maskiner av alla slag. Under 1927 startade han sitt eget företag för tillverkning av vågar och myntautomater i Chicago. Eftersom hans efternamn ofta blev fel uttalat satte han ett bindestreck mellan "Rock" och "ola": Rock-Ola och så fick även hans firma heta.
På 1930-talet började Rock-Ola att tillverka flipperspel. Eftersom efterfrågan på myntstyrda fonografer ökade gav sig Rockola in i den branschen. Han köpte ett patent, som han omarbetade och började från 1935 att tillverka jukeboxar i stor skala.

## Jukeboxen

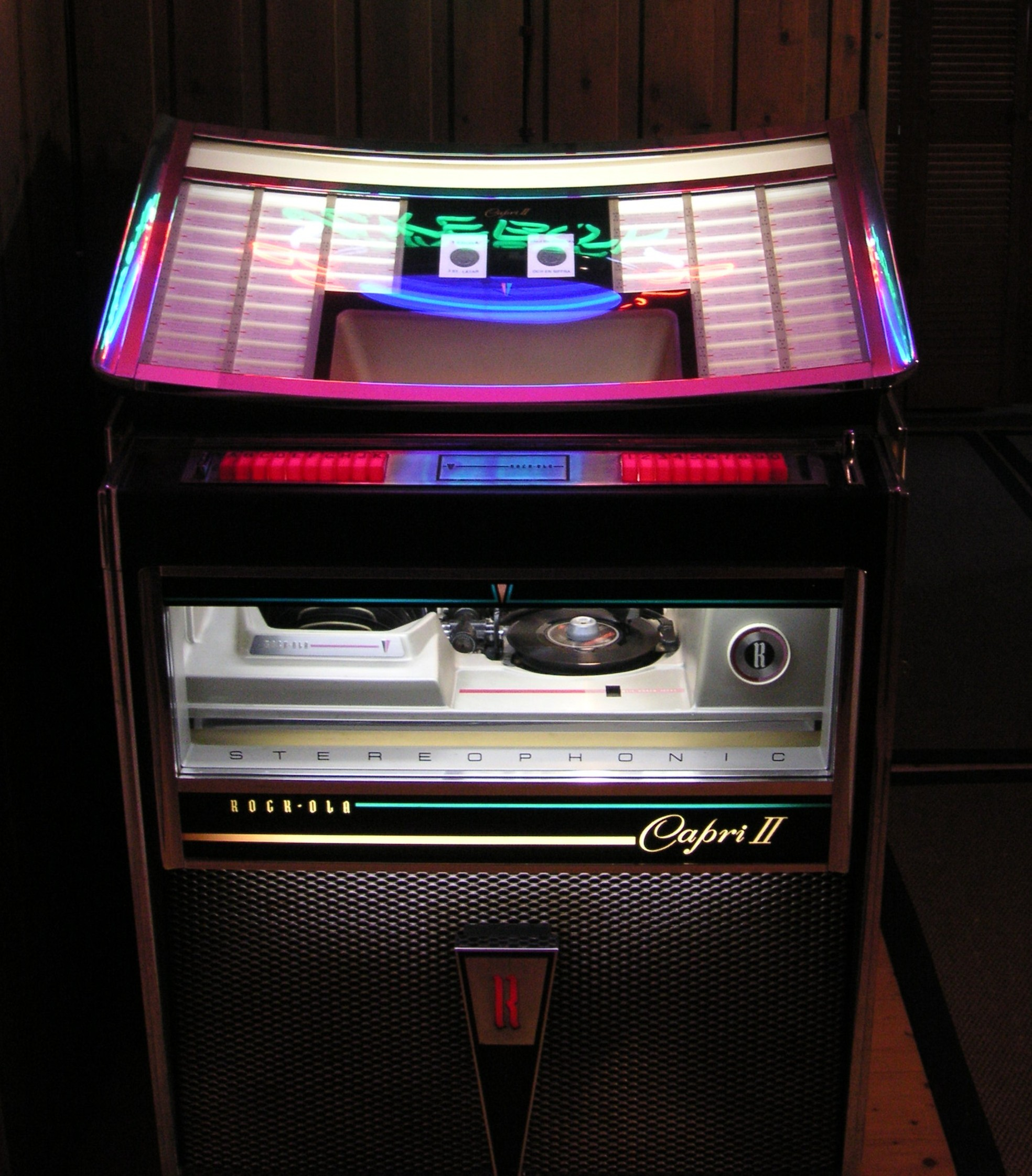
En Rock-Ola Capri II från 1960-talet

Den redan etablerade jukeboxtillverkaren Wurlitzer upplevde Rock-Ola som ett enormt hot mot sin egen verksamhet. Övertalningsförsök att det inte fanns plats i branschen för ytterligare en tillverkare och stämningar för patentintrång hjälpte inte. Rock-Ola vann i rätten och fortsatte med produktionen. 1939 införde han en rad mycket framgångsrika jukeboxar under namnet “Lyx Light-Up”.
Under andra världskriget upphörde tillverkningen av jukeboxar nästan helt och Rock-Ola arbetade istället med musiköverföringar via telefonlinjer, där firman blev mycket framgångsrik.
1950- och 1960-talen var jukeboxarnas blomstringstid. Nu spelades de mindre och lättare 45-singlarna istället för 78-varvare. I en jukebox från 1960-talet kunde det rymmas upp till 50 skivor, med totalt 100 låtar, som så småningom även avspelades i stereoljud. Seeburg hade till och med en box med 100 skivor och 200 titlar. Det sägs att David C. Rockola genom sitt firmanamn inspirerade tillkomsten av begreppet rock'n'roll. Säkert är dock att Rock-Olas jukeboxar förknippas intimt med rock'n'roll-eran.
På 1970-talet sjönk efterfrågan på jukeboxar kraftigt och produktionen upphörde nästan. Under tidigt 1990-tal såldes företaget till Antique Apparatus Co. i Torrance, Kalifornien, som övertog firmanamnet Rock-Ola. Idag (2010) är Rock-Ola en av USA:s stora kvarvarande tillverkare av jukeboxar såväl för kommersiellt som för hemmabruk.  Dagens boxar bestyckas med CD-skivor och styrs istället för tryckknappar med pekskärm. Sedan 2006 tillverkar Rock-Ola även en nostalgiserie under namnet Nostalgic Music Centers.

## Bilder
Innandömet av en Rock-Ola modell 404 "Capri II" från 1960-talet med 50 singelskivor (100 låtar):

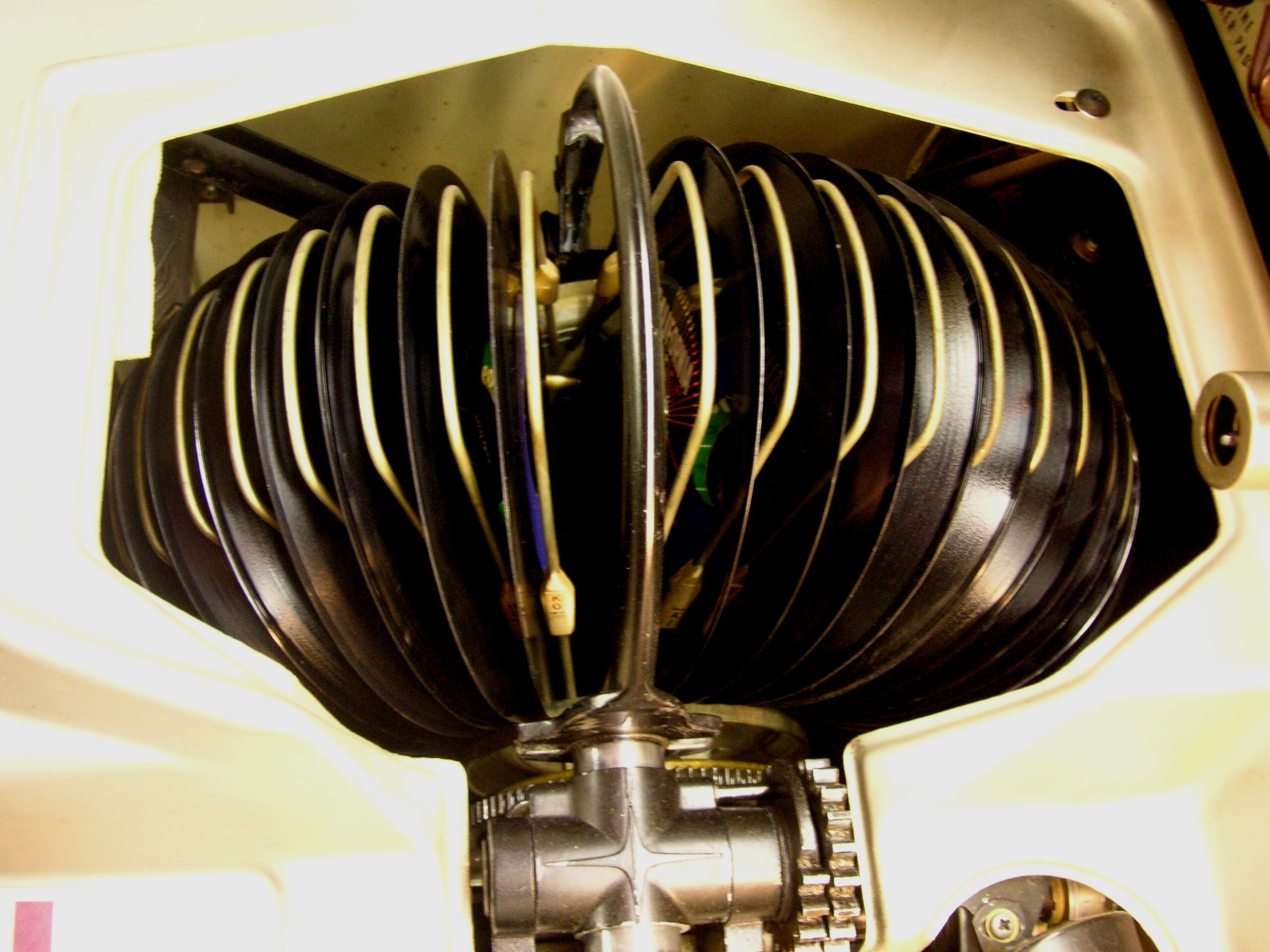
Skivmagasin
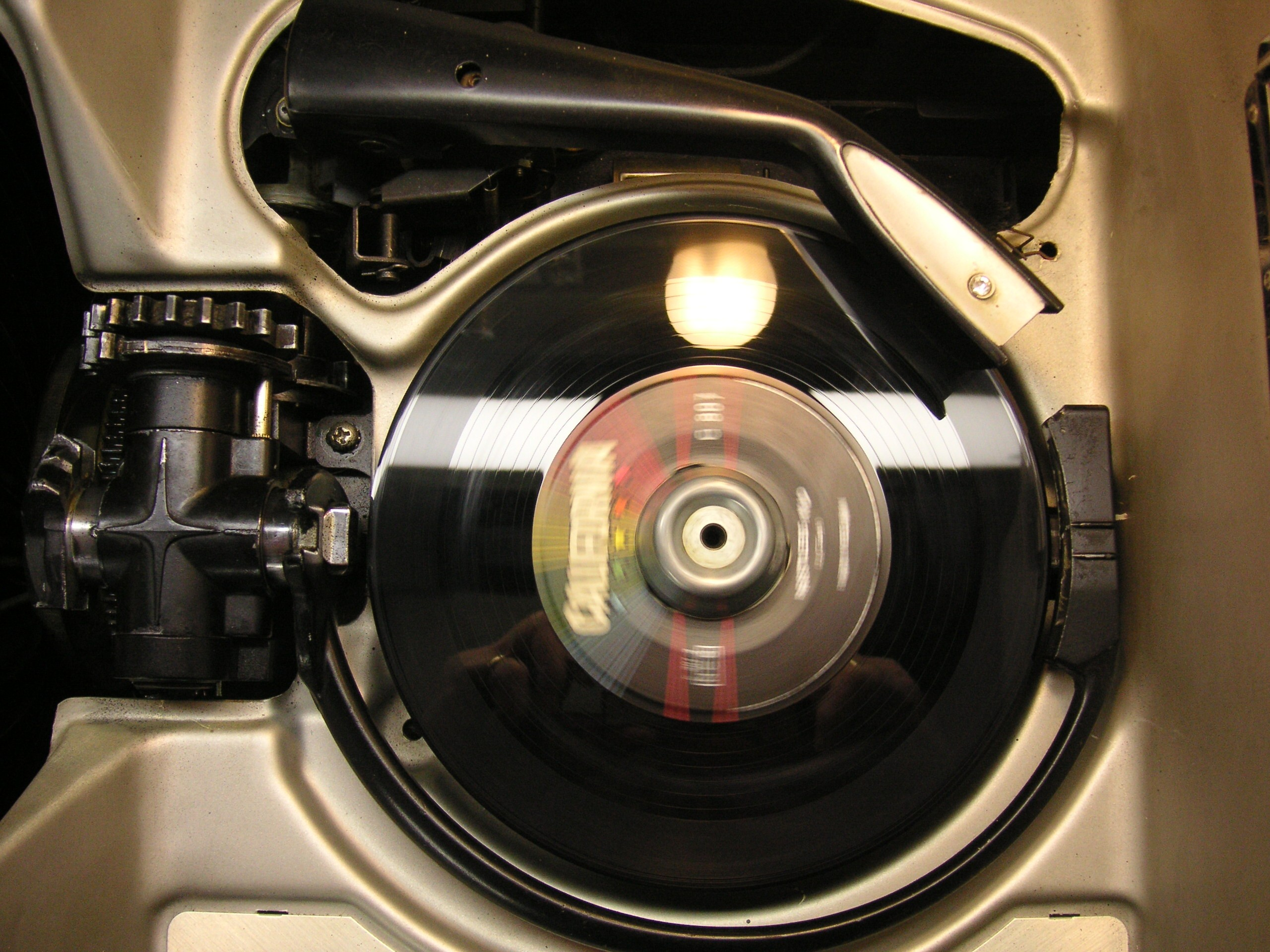
Skiva på tallriken
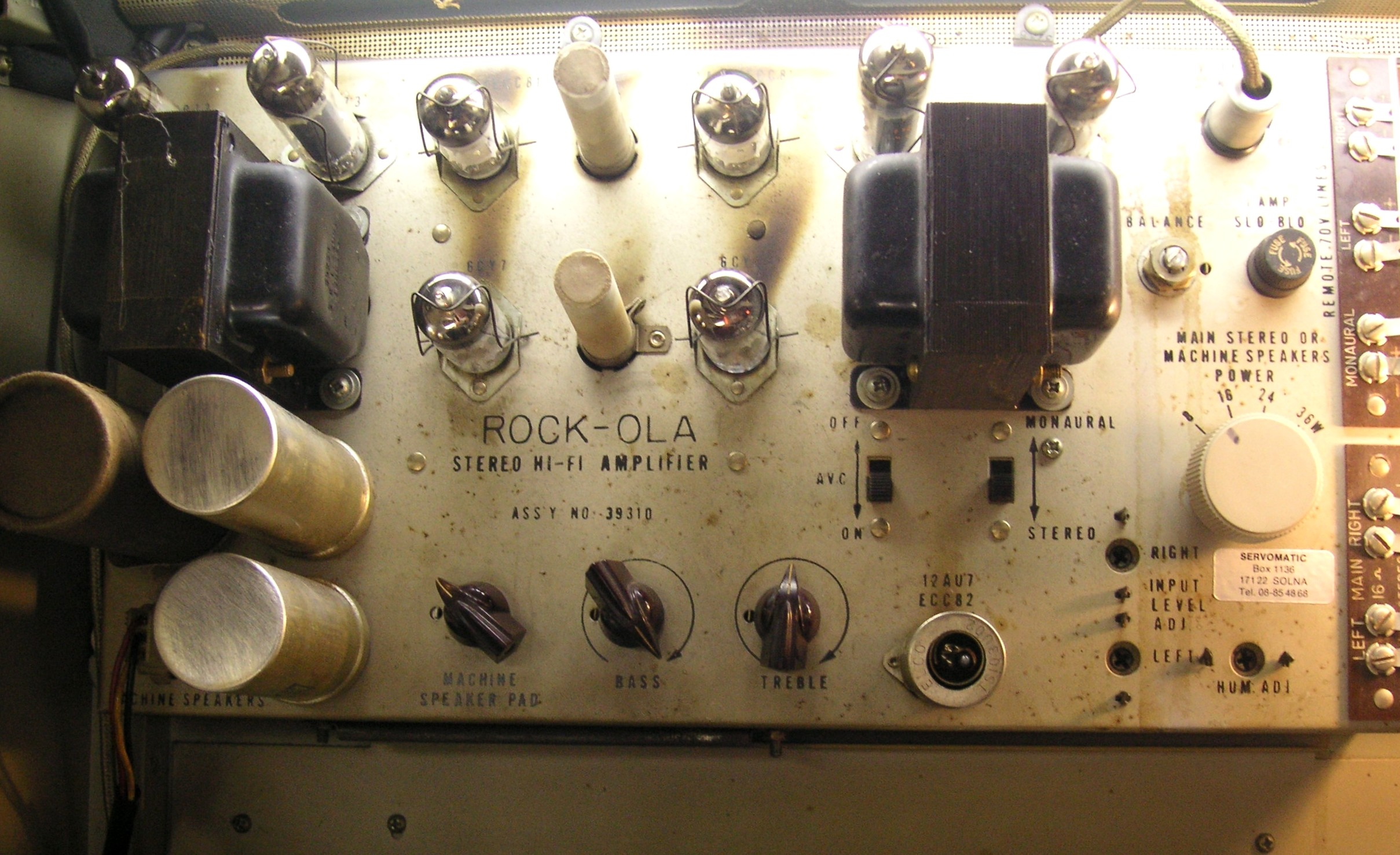
Förstärkare
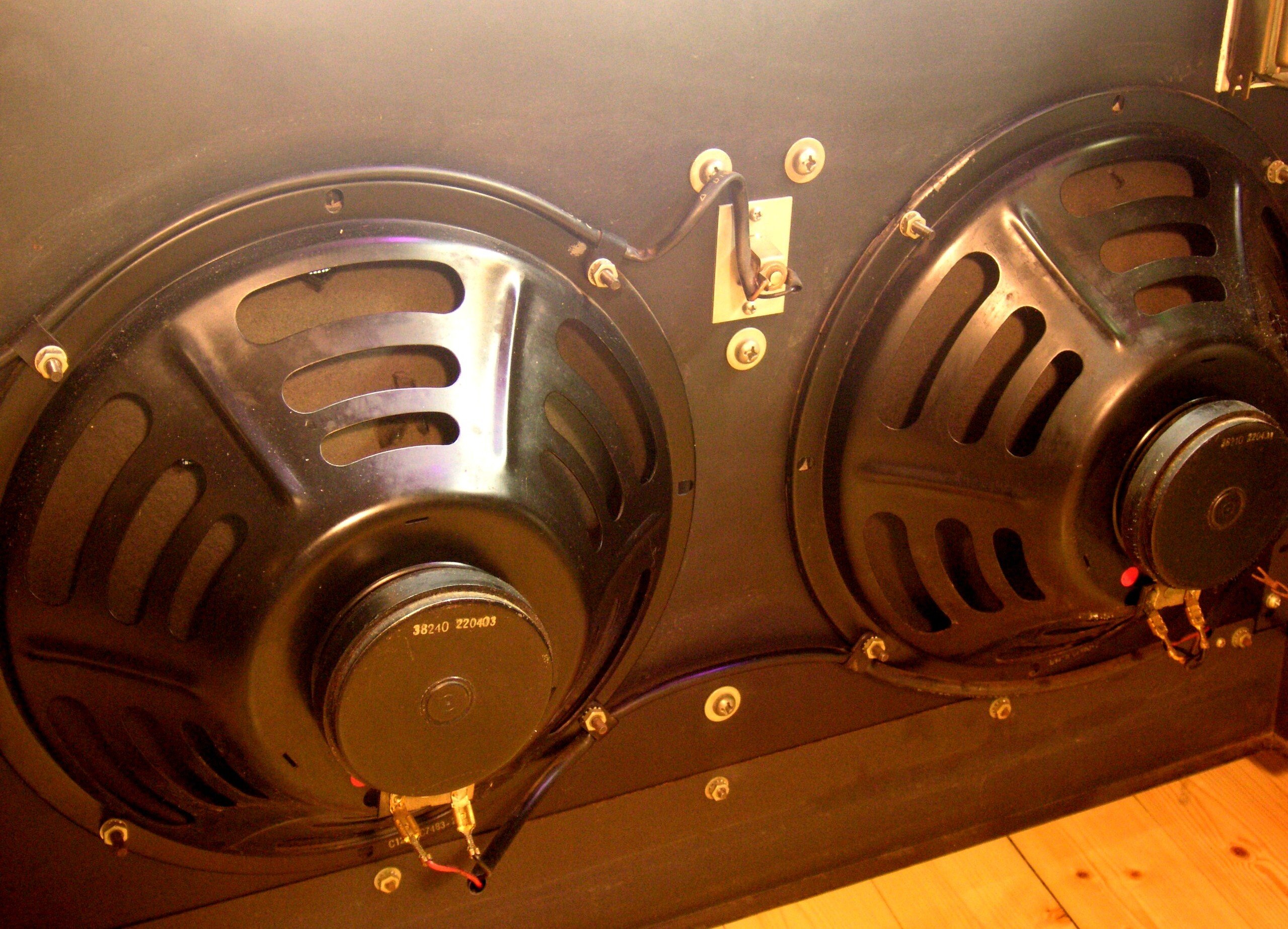
Högtalare